# Rauchende Colts
Rauchende Colts (Originaltitel Gunsmoke) ist eine US-amerikanische Western-Fernsehserie, die von 1955 bis 1975 vom Sender CBS ausgestrahlt wurde. Ab 1967 war sie im Deutschen Fernsehen zu sehen.

## Figuren
Der Protagonist ist Matt Dillon, um 1873 Marshal von Dodge City in Kansas, der von James Arness gespielt wurde. Ab Mitte der 1960er-Jahre kam der Schauspieler und Countrysänger Ken Curtis in der Rolle des Deputy Marshal Festus Haggen als Sidekick dazu. Ihm lieh in der deutschen Synchronfassung Gerd Duwner seine Stimme. Von 1962 bis 1965 spielte Burt Reynolds in 50 Episoden den jungen Hufschmied Quint Asper.

## Geschichte
Anfangs als Radiosendung konzipiert, die von 1952 bis 1961 unter dem Titel Gunsmoke gesendet wurde, wurde aus dem Stoff eine Fernsehserie gemacht. Statt des Radiosprechers William Conrad, der als zu vollleibig angesehen wurde, wählte man für die Fernsehversion den Schauspieler James Arness als Darsteller des Matt Dillon, auf den Vorschlag seines Freundes John Wayne hin. Dem Schriftsteller Stephen King zufolge war Gunsmoke eine der ersten amerikanischen Radiosendungen der 1950er, die als solche „starben“ und sich dann erfolgreich im Fernsehen etablieren konnten. Nach seiner Erinnerung „verdrängten“ die Gesichter und Stimmen der Schauspieler  „die Stimmen, die aus dem Radio kamen.“
In den Jahren von 1955 bis 1975 wurden 635 Folgen gedreht, ab 1966 in Farbe. Damit ist Rauchende Colts die bisher langlebigste Westernserie. Nach Abschluss der Serie wurden für das Fernsehen fünf Spielfilme gedreht: Auf Leben und Tod (1987), Der letzte Apache (1990), Faustrecht des Westens (1992), Der lange Ritt (1993) und Er ist das Gesetz (1994).
In Deutschland wurden bis heute nur 229 von insgesamt 635 Folgen gezeigt, vorwiegend fast alle farbigen Folgen, die in den USA ab 17. September 1966 gesendet wurden. Von den älteren schwarzweißen Folgen wurden bis heute nur elf gesendet. Die ARD strahlte von 1967 bis 1973 insgesamt 75 Folgen aus, darunter zehn in schwarzweiß. Weitere 70 Erstausstrahlungen folgten von 1977 bis 1983 im ZDF. Der Sender Sat.1 zeigte von 1989 bis 1991 weitere 76 Episoden, zuletzt liefen sieben bisher ungesendete Folgen im Jahre 1997 auf Kabel eins.

## Besetzung
| Darsteller     | Rolle                                       | Synchronsprecher                                                                                         |
| -------------- | ------------------------------------------- | --- |
| James Arness   | Marshal Matt Dillon                         | Arnold Marquis (Das Erste) Horst Schön (ZDF) Peter Neusser (Sat.1, Kabel 1)                              |
| Milburn Stone  | Dr. Galen „Doc“ Adams                       | Konrad Wagner (Das Erste) Anton Herbert (ZDF) Eric Vaessen (Sat.1, Kabel 1)                              |
| Amanda Blake   | Kathleen „Miss Kitty“ Russell               | Ilse Rehbein (Das Erste) Gisela Trowe (Das Erste) Ursula Herwig (ZDF) Inken Sommer (ZDF, Sat.1, Kabel 1) |
| Dennis Weaver  | Deputy Chester B. Goode                     | |
| Ken Curtis     | Deputy Festus Haggen                        | Gerd Duwner                                                                                              |
| Buck Taylor    | Deputy (vorher Waffenschmied) Newly O’Brian | Charles Brauer                                                                                           |
| Burt Reynolds  | Schmied Quint Asper                         | |
| Glenn Strange  | Barkeeper Sam                               | |
| Hank Patterson | Stallbursche Hank Miller                    | Helmut Heyne, Jochen Schröder, Hermann Wagner, Paul Wagner                                               |